# Neanias atroterminatus
Neanias atroterminatus är en insektsart som beskrevs av Heinrich Hugo Karny 1937. Neanias atroterminatus ingår i släktet Neanias och familjen Gryllacrididae. Inga underarter finns listade i Catalogue of Life.